# De minimis non curat lex
De minimis non curat lex (с лат. — «Закон не заботится о мелочах») — правовой принцип. Руководствуясь доктриной De minimis, суд отказывается рассматривать пустяковые дела.
Общий термин стал иметь различные специализированные значения в различных контекстах, что указывает на то, что ниже определенного низкого уровня количество считается тривиальным и рассматривается соразмерно.
Принцип обнаруживается в европейской судебной истории с XV века.

## Примеры
- В многомиллионной сделке недоплата в размере 10 рублей не будет считаться нарушением контракта[2].
- Нерегулярное пользование офисным ксероксом в личных целях сотрудниками фирмы не требует отражения в налоговом учёте[3].
- Появление отдельных фотографий на заднем плане в сценах кинофильма (например, в качестве украшений для стены кабинета) не является нарушением авторских прав фотографа, даже если он не будет упомянут в титрах[4].
- Согласно положениям de minimis Соглашения ВТО по сельскому хозяйству не требуется ограничивать искажающую торговлю внутреннюю поддержку в любом году, в течение которого стоимость поддержки не превышает определенного процента (5—10 %) от стоимости национального производства продукта или из всех продуктов, взятых вместе, если поддержка не относится к какой-либо конкретной категории продуктов[5].